# Vogelstein (Riesengebirge)
Vogelstein (tschechisch Ptačí kámen oder Ptačinec) ist der deutsche Namen einer Felsformation aus Granit im westlichen Teil des Schlesischen Kamms des Riesengebirges in Tschechien.

## Lage
Die mehrere Meter hohen Granitfelsen liegen am Südhang des Hraniční hřeben (deutsch Grenzkamm) über dem Bärengrund (Medvědí důl), auf einer Seehöhe von 1310 Metern im Gebiet des Nationalparks Krkonošský národní park (KRNAP).
Knapp 5 km nördlich von Spindlermühle (tschechisch Špindlerův Mlýn, polnisch Szpindlerowy Młyn) bietet sich hier eine gute Aussicht auf das westliche Riesengebirge und den Elbgrund (Labský důl).

## Entstehung
Das bizarre Gesteinsgebilde ist ein charakteristisches Beispiel für die im Riesengebirge häufig anzutreffende Wollsackverwitterung.
Es entstand durch jahrtausendelange Verwitterungsprozesse, wobei besonders während der letzten Eiszeit große mechanische Kräfte die heutige Form entstehen ließen. Wasser drang in Spalten und Ritzen, gefror und sprengte beim Ausdehnen das Gestein und schuf so immer tiefer werdende Klüfte. Das Eis taute und gefror wieder. In Verbindung mit der sogenannten Solifluktion (Bodenfließen), die den Abtransport des losen Materials bergab bewerkstelligte, führte dies schließlich dazu, dass die Felsen einzeln stehen blieben. Geomorphologisch wird die Felsformation dem Typ Tor zugeordnet (namensgebend sind die Tors (tschechisch Tory) genannten Felstürme in Dartmoor/England).

## Umgebung
In der Nähe liegen ähnliche Felsgruppen: Mädelsteine und Mannsteine, die den Doppelgipfel des Grenzkamms bilden sowie der Festungshübel (tschechisch Pevnost) auf 1012 Meter über dem Meeresspiegel. Aufgrund der Naturschutzbestimmungen kann der Vogelstein nur zu Fuß, jedoch das ganze Jahr über erreicht werden. Im Winter mit dem Skilift bei den Davidsbauden (Davidovy Boudy), in der übrigen Jahreszeit führen blau markierte Wanderwege über die Bradlerbauden (Brádlerovy boudy), die südwestlich am Südosthang der Große Sturmhaube liegen oder, über den Spindlerpass, vorbei an der Ruine der im Jahr 2011 abgebrannten Peterbaude (Petrovy boudy), den Südosthang hinauf.